# Haven Bank
Haven Bank är en by i civil parish Wildmore, i distriktet East Lindsey, i grevskapet Lincolnshire, i England. Byn är belägen 12 km från Boston. Haven Bank var en civil parish fram till 1884 när blev den en del av Wildmore och Coningsby. Civil parish hade 29 invånare år 1881.